# Chiesa di San Biagio a Filetta
La chiesa di San Biagio è un edificio sacro che si trova nel territorio comunale di Murlo, in località Filetta, presso la frazione di Bagnaia.

## Storia e descrizione
Fu costruita nel XIX secolo in sostituzione di una chiesa più antica abbattuta nel Settecento per lo stato di estremo degrado; i materiali di costruzione servirono per edificare il nuovo luogo di culto. Al suo posto fu costruita una semplice cappella ad aula unica, con le pareti esterne intonacate e un piccolo campanile a vela che sormonta il tetto. La testimonianza più rilevante della chiesa antica è il trittico di Luca di Tommè raffigurante lo Sposalizio mistico di santa Caterina d'Alessandria coi santi Biagio e Bartolomeo, ora esposta al Museo d'arte sacra della Val d'Arbia a Buonconvento.